# Дербентське ханство
Дербентське ханство (азерб. Dərbənd xanlığı; 1747—1806) — одне з азербайджанських ханств між Дагестаном і Каспійським морем. 1765 року було захоплене Кубинським ханством. 1799 року на деякий час здобуло незалежність. 1806 року анексоване Російською імперією.

## Історія
З часів входження держави Ширваншахів у 1538 році до складу Перського шахства Дербент перебував під владою династії Сефевідів. Втім у 1584 році став частиною Османської імперії. Дербент перетворився на санджак у складі Ширванського еялету.Втім після поразки османів 1604 року від Персії за Серавським миром 1618 року повернувся під владу Персії. Такий став речей зберігався до 1720 року, коли відбувся занепад династії Сефевідів. Цим скористалися Російська та Османська імперії.
1722 року під час Перського походу російська армія на чолі із Петром I підійшла до Дербенту. Тамтешній наїб Імам-Кулі-хан з роду Курчі здав місто без спротиву. 1723 року за Петербурзьким договором Дербент з навколишніми землями став частиною Російської імперії. Лише за Гянджинським договором 1735 року Дербент було повернуто під владу Персії.
У 1740-х роках Дербент став базою для наступу перського правителя Надир Шаха на Дагестан. Після смерті останнього 1747 року, скориставшись новим послабленням Персії оголосив про самостійність Мухаммад-Гасан-хан (син Імам-кулі-хана).
Ханство перебувало у складних стосунках з дагенстванськими державами, що вбачалив ньому союзника Персії. У 1765 року коаліція Кайтайзького уцміства, Тарковського шамхальства, Кубинського ханства, Табасаранського кадійства виступила проти Дербентського ханства, яке зазнало поразки. Дербент з прикаспійськими землями було приєднано до Кубинського ханства, де панував Фаталі-хан. Останній завдяки союзу з Російською імперією забезпечивмирний кордон Дербента з терськими козаками.
У 1795 році новий правитель Кубинсько-Дагестанського ханства Шейх Алі-хан вступив у конфлікт з Російською імперією. Наслідком цього 1796 року стало вторгнення російських військ на чолі із графом Валеріаном Зубовим. Було захоплено Дербент, в полон потрапив Шейх Алі-хан. Правителькою Дербента росіяни призначили Пері-Джан-ханум (доньку Фаталі-хана).
Але після завершення походу 1797 року Шейх Алі-хан поновив владу в Дербентському ханстві. 1799 року росіяни повалили останнього, поставивши правителем Гасан-агу, сина Шейх-Алі-хана. після смерті останнього 1802 року Шейх Алі-хан втретє відновив владу в Дербентському ханстві. Проте 1805 року під час нової війни Росії з Персією ханство було захоплене, а 1806 року анексоване Росією. До юридичного визнання Персією цього факту ханством керував Мехті II. Остаточно цей факт закріплено в Ґюлістанському мирному договорі 1813 року.